# Washington Daily News (Le Journal de Washington)
 (janvier 2025).
Le Washington Daily News est un journal américain dont le siège social se situe à Washington (Caroline du Nord) et dessert  le Comté de Beaufort (Caroline du Nord). Il a été fondé en 1909. Le journal utilise également Facebook pour partager leurs nouvelles et interagir avec les lecteurs.

## Historique
Le journal a remporté le Prix Pulitzer du Service Public en 1990 pour une série d'articles qui dénonçaient l'eau contaminée de la ville depuis plus de huit ans. Le journal était une entreprise familiale. Il avait un tirage de 8 644 exemplaires du lundi au samedi et de 8 829 le dimanche, décompte établi au 30 septembre 2019. Le journal appartenait et était publié par la famille Futrell de 1949 à 2010.
Le 16 juin 2010, la famille Futrell a annoncé la vente du Washington Daily News à Washington Newsmedia LLC, une nouvelle entreprise qui est affiliée à celle de Boone Newspapers, de Tuscaloosa en Alabama.